# Państwo neotropikalne
Państwo neotropikalne (z gr. neos 'nowy' i tropikós 'zwrotny') – państwo roślinne, teren występowania charakterystycznej roślinności, który obejmuje Amerykę Środkową i Południową, oprócz części najdalej wysuniętej na  południe oraz sąsiednie wyspy.
Formacje roślinne podobne jak w państwie paleotropikalnym: wiecznie zielone lasy równikowe, lasy zrzucające liście w porze suchej, sawanny, pustynie i półpustynie. W Andach roślinność górska. Florystycznie jest to państwo bogate, do 90 tys. gatunków roślin okrytozalążkowych. Około 40 rodzin endemicznych. Charakterystyczne są rodzaje: begonia, wanilia, jukka, aloes, agawa i inne. Znanymi, endemicznymi, neotropikalnymi rodzinami są nasturcjowate, ananasowate, kaktusowate. 
Szczególną cechą państwa jest mała liczba gatunków roślin nagonasiennych. Lasy równikowe charakteryzują się różnorodnością gatunków drzew, licznymi lianami i epifitami, paprociami i charakterystycznymi dla tego państwa ananasowatymi.
Neotropikalnego pochodzenia jest wiele roślin uprawnych, z których ważne miejsce zajmuje ziemniak, kukurydza i drzewo kauczukowe. Stąd pochodzą: orzech ziemny, słonecznik, kakaowiec, ananas, papryka, pomidor, dynia, drzewo chinowe.
Państwo jest dzielone na 5 obszarów:
- Obszar Karaibski (3 prowincje)
- Obszar Wyżyny Gujańskiej (1 prowincja)
- Obszar Amazoński (2 prowincje)
- Obszar Środkowobrazylijski (5 prowincji)
- Obszar Andyjski (2 prowincje)